# Caupe
Caupe na mitologia tupi-guarani é a deusa que representa a beleza, também é conhecida como a Afrodite indígena.